# Dassault Mirage 2000
Mirage 2000 ((fransk): luftspejling) er et fransk kampfly produceret af Dassault Aviation.

## Versioner
- Mirage 2000B (Biplace) – tosædet træningsudgave.
- Mirage 2000C (Chasse) – ensædet jagerfly.
- Mirage 2000D (Diversifie) – tosædet jagerbomber til lav højde.
- Mirage 2000N (Nucléaire) – tosædet til kernevåbenangreb.
- Mirage 2000-5 – moderniseret 2000C.
- Mirage 2000E – diverse eksportudgaver.

## Brugere
- Frankrig
- Brasilien
- Egypten
- Forenede Arabiske Emirater
- Grækenland
- Indien
- Republikken Kina